# Nigglifirnfeld
Das Nigglifirnfeld ist ein Firnfeld im ostantarktischen Viktorialand. In den Victory Mountains liegt es südöstlich des Mount Hancox. Es speist am Nordrand des Malta-Plateaus den Wilhelm-, den Olson- sowie den Trainer-Gletscher.
Wissenschaftler der deutschen Expedition GANOVEX III (1982–1983) benannten es. Namensgeber ist der Schweizer Geowissenschaftler Paul Niggli (1888–1953).